# Djerkoka I
Djerkoka I est un village de la commune de Belel situé dans la région de l'Adamaoua et le département de la Vina au Cameroun.

## Population
En 1967, Djerkoka I comptait 288 habitants, principalement des Peuls.
Lors du recensement de 2005, 1 274 personnes y ont été dénombrées.